# 敷島公園
敷島公園（しきしまこうえん）は、群馬県前橋市敷島町にある公園。群馬県が管理するスポーツ施設区域17.8ha（群馬県立敷島公園）と、前橋市が管理するレクリエーション区域19.8ヘクタール（前橋市敷島公園）の計37.6ヘクタールからなる。
1989年（平成元年）には日本の都市公園100選に選出されている。

## 概要
敷島エリアでは自然環境を利用して、1921年（大正10年）から昭和初期にかけて夏季に林間学校が開設されていた。
1922年（大正11年）には国有林が市に公園として払下げられた。このとき楽々園（後のパークホテル楽々園）が茶店として開業している。
1925年（大正14年）には運動競技場が整備され「敷島公園」と命名された。
1929年（昭和4年）には本多静六が「前橋市敷島公園改良設計案」を示し、園内でツツジの植栽などが行われた。
1932年（昭和7年）には野球場が完成。1950年（昭和25年）に群馬県議会において県営公園の設置が議決され、翌1951年（昭和26年）には陸上競技場が完成、運動施設は市から県に移管された。
2012年（平成24年）4月より敷島パークマネジメントJV（共同企業体）が指定管理者となった。

## 施設

### スポーツエリア
群馬県管理のスポーツ施設区域には、陸上競技場、サッカー場、水泳場などがある。
- 群馬県立敷島公園水泳場
  - 屋内水泳場（公認10コース）及び屋外水泳場[4]
- 正田醤油スタジアム群馬（陸上競技場）
  - 第1種公認陸上競技場、Jリーグホームスタジアム[4]
- 補助陸上競技場
  - 第3種公認陸上競技場[4]
- 上毛新聞敷島球場
  - NPBプロ野球、BCリーグ野球等に使用[4]
- アースケア敷島サッカー・ラクビ―場
  - 高校サッカー、ラグビー等に使用[4]
- システム・アルファ敷島テニスコート
  - 砂入り人工芝10面[4]
- スターバックスコーヒー 敷島公園店[6][7]

### レクリエーションエリア
前橋市管理のレクリエーション区域には、敷島公園門倉テクノばら園や前橋市蚕糸記念館などがある。なお、前橋市管理区域内にもラグビー場と野球場（一般野球場2面が2か所と少年野球場2面）がある。
- 門倉テクノばら園[4]
  - 1971年（昭和46年）に開園し、2008年（平成20年）にリニューアルされた[5]。
- 蚕糸記念館（4月から11月の土日祝のみ開館）[4]
  - 1982年（昭和57年）に開館した[5]。
- つり堀池
- ボート池
- フィールドアスレチック

なお、園内にあった萩原朔太郎記念館は移転している。

## アクセス

### 公共交通
- JR両毛線・前橋駅北口から関越交通バス「総合スポーツセンター行」（緑が丘線）で「敷島公園バスターミナル」又は「競技場入口」下車、徒歩10分[10][11][12]
  - ばら園については敷島公園ばら園#アクセスを参照。

### 自動車
- JR前橋駅から約4.0 km[11]
- JR新前橋駅から約4.4 km[11]
- 関越自動車道・前橋インターチェンジから約15分[12]

## ギャラリー

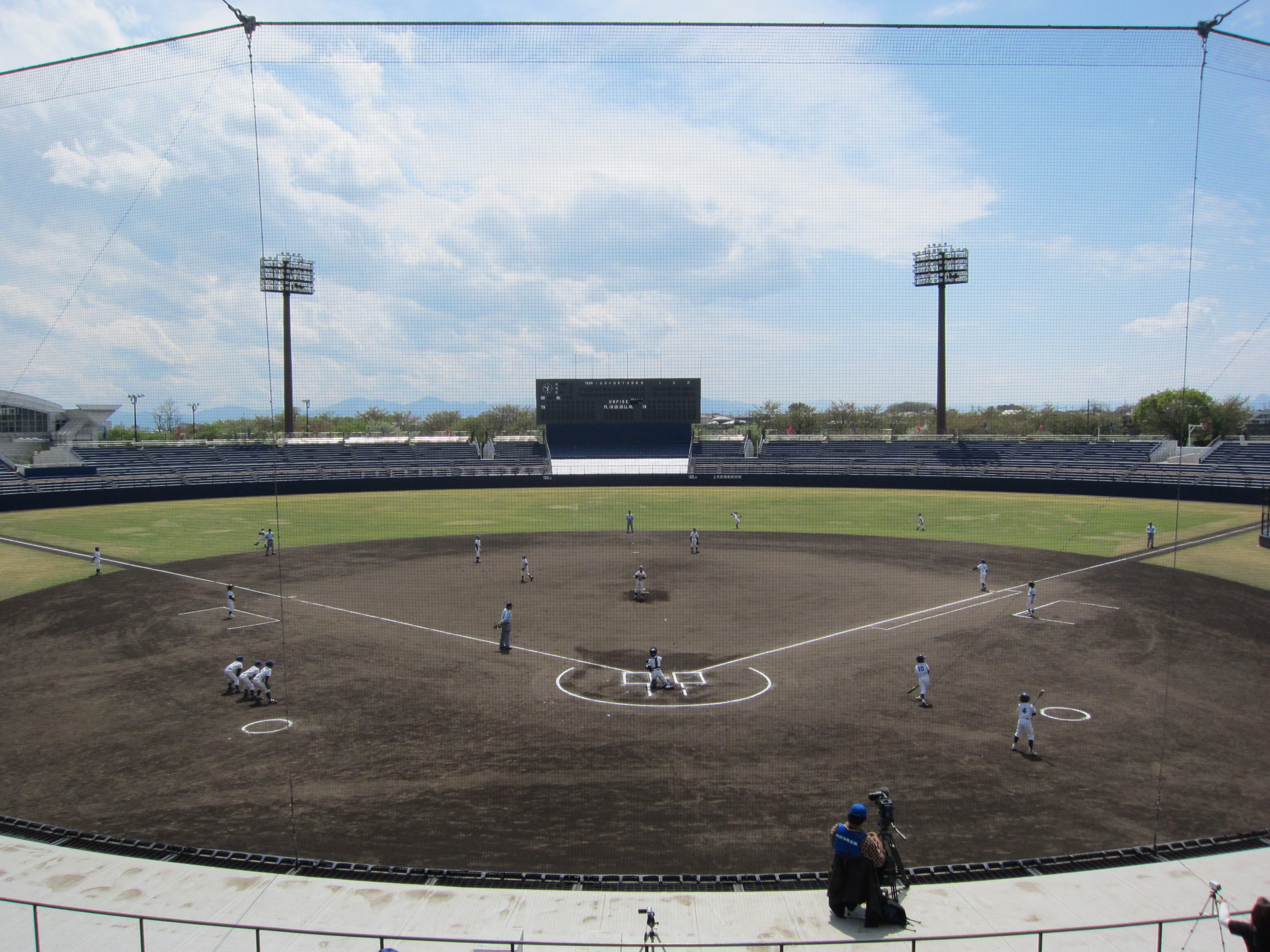
野球場
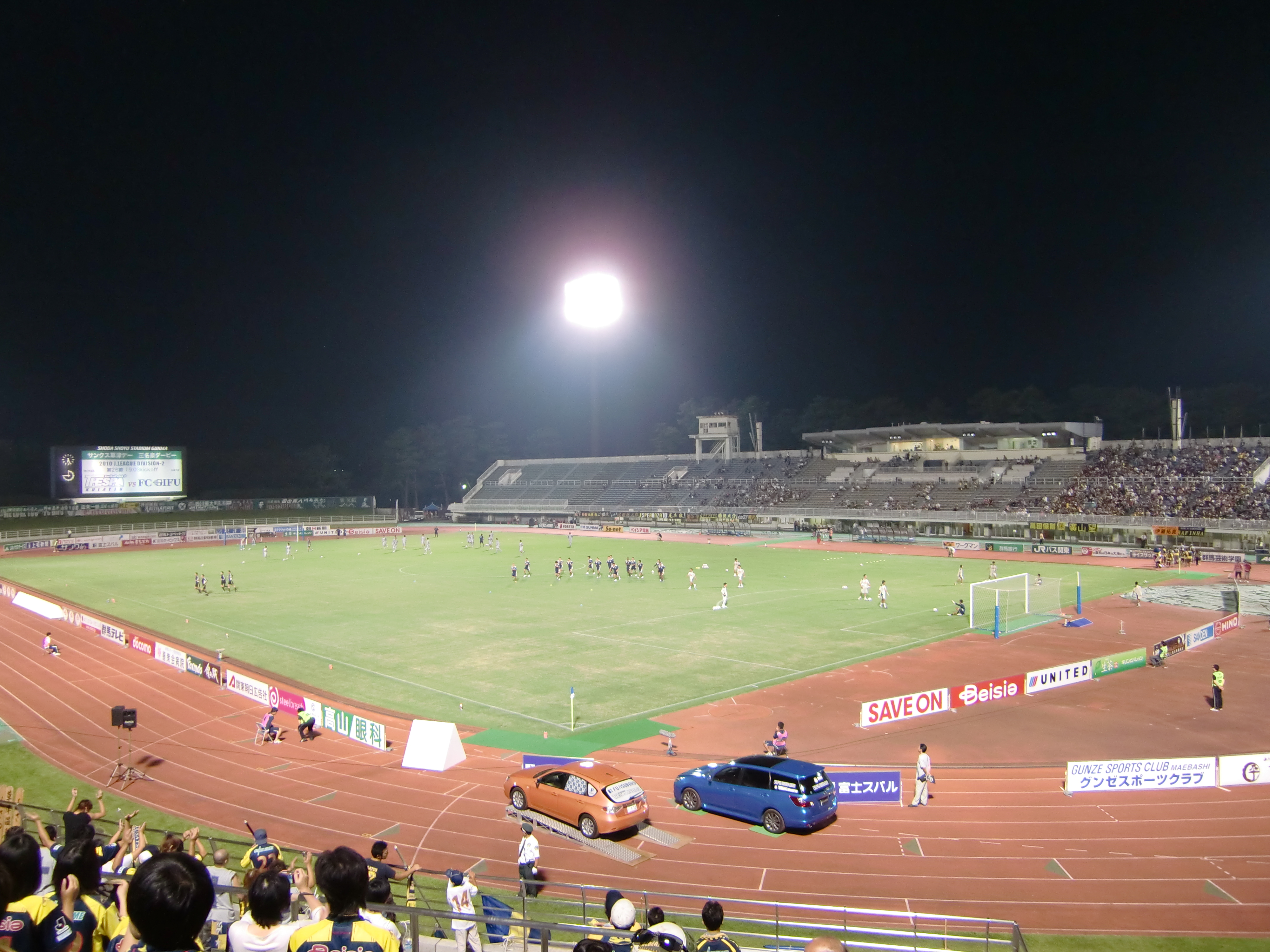
陸上競技場
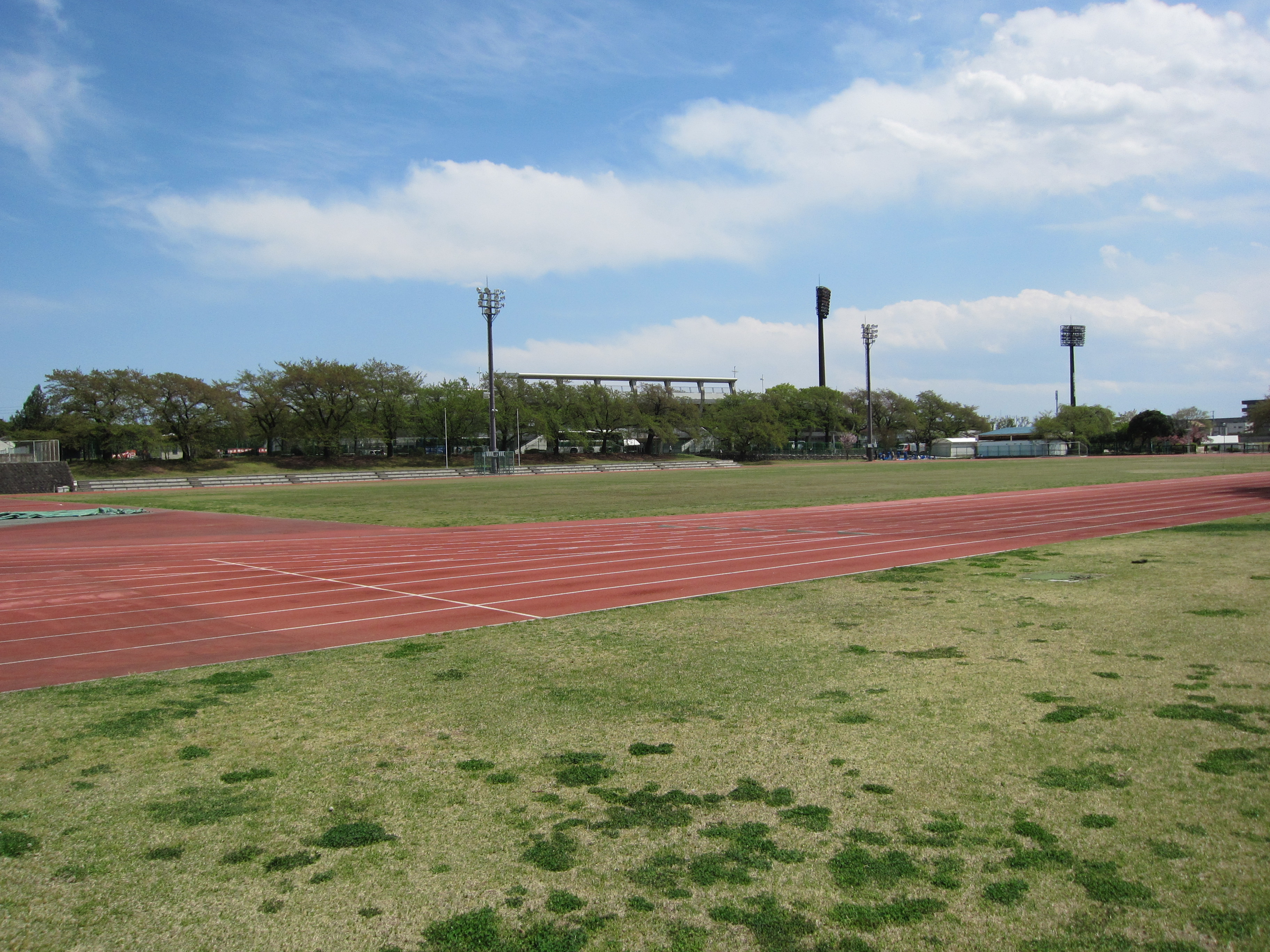
補助競技場
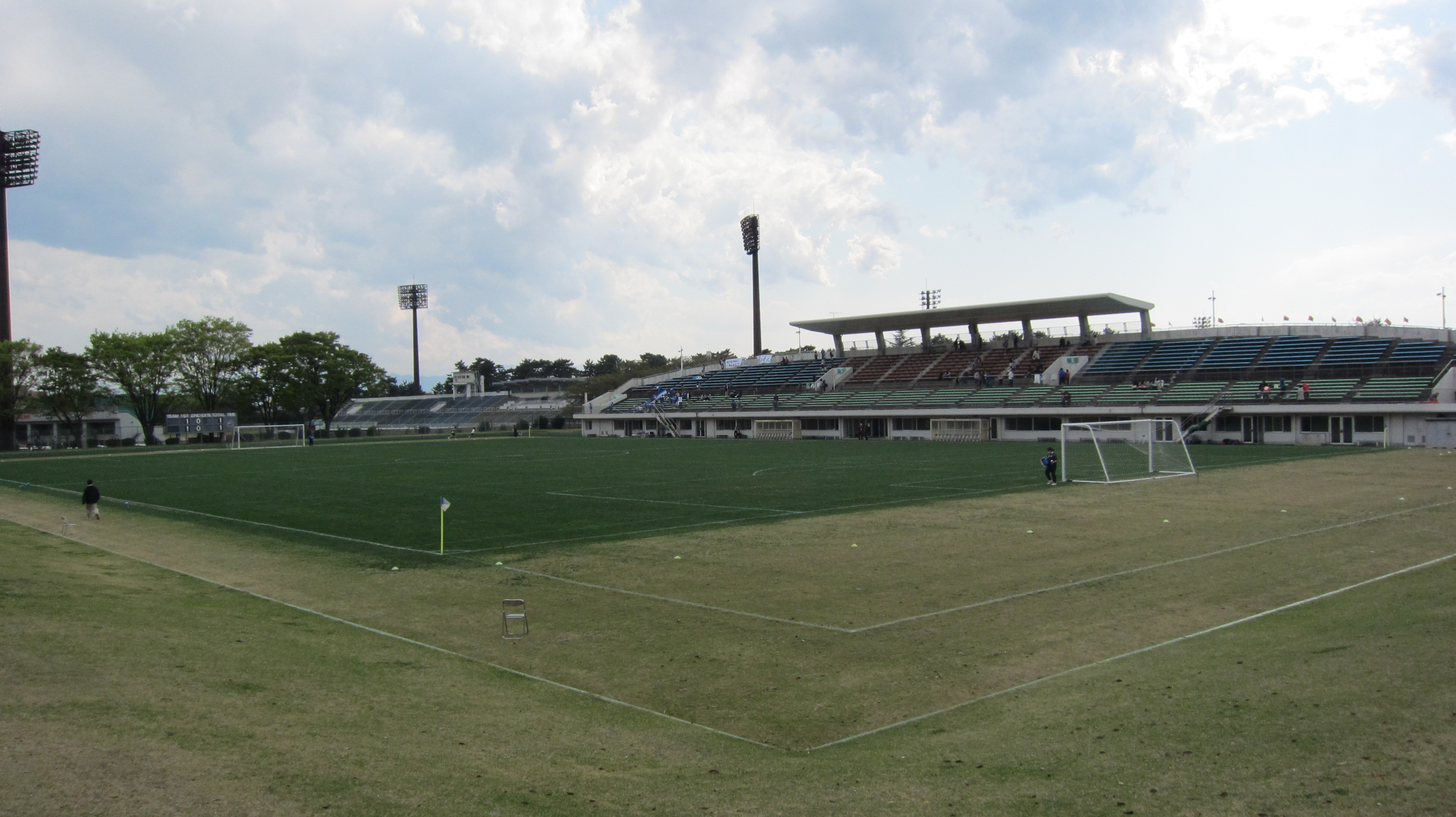
サッカー・ラグビー場
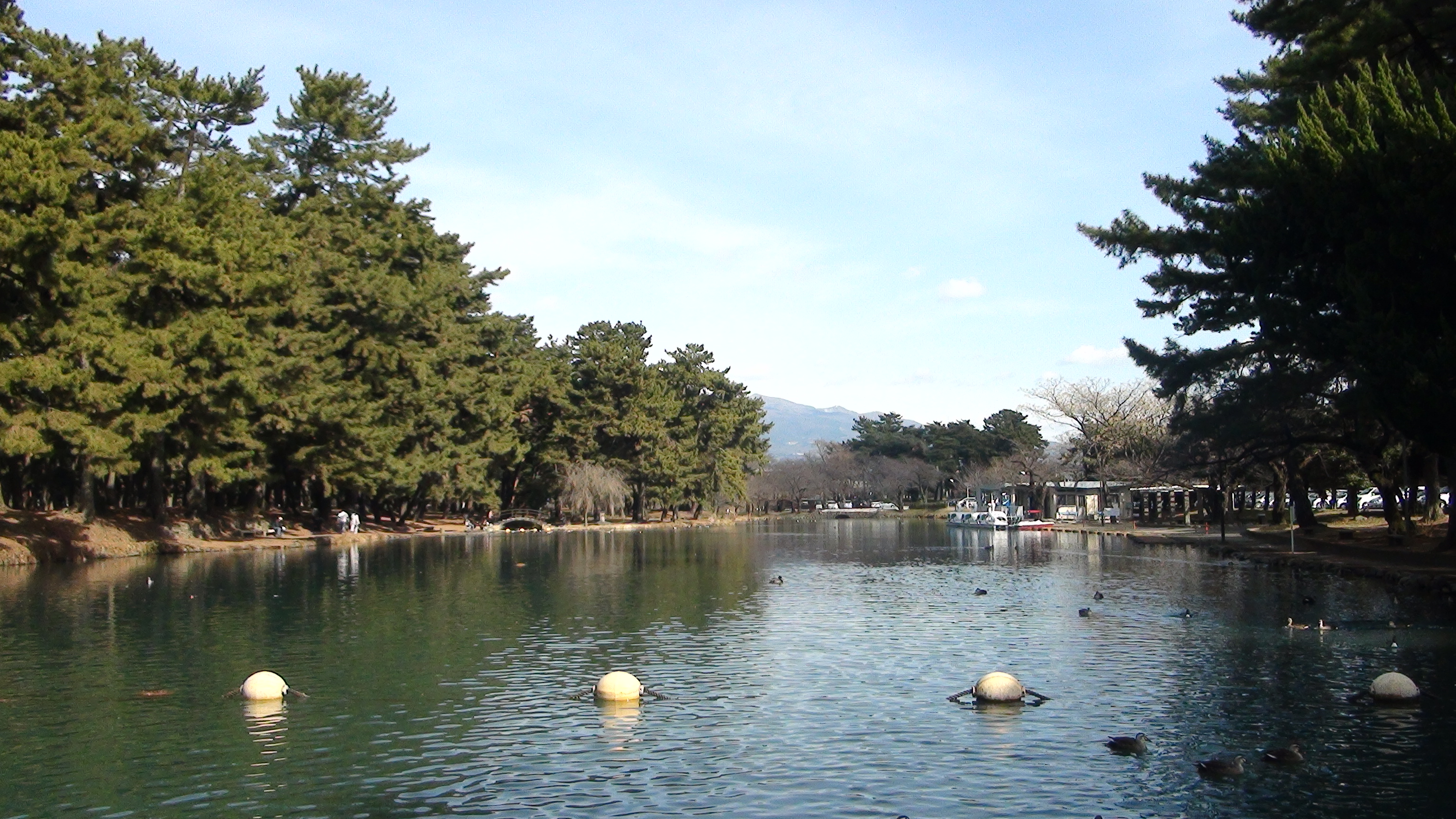
公園内の池
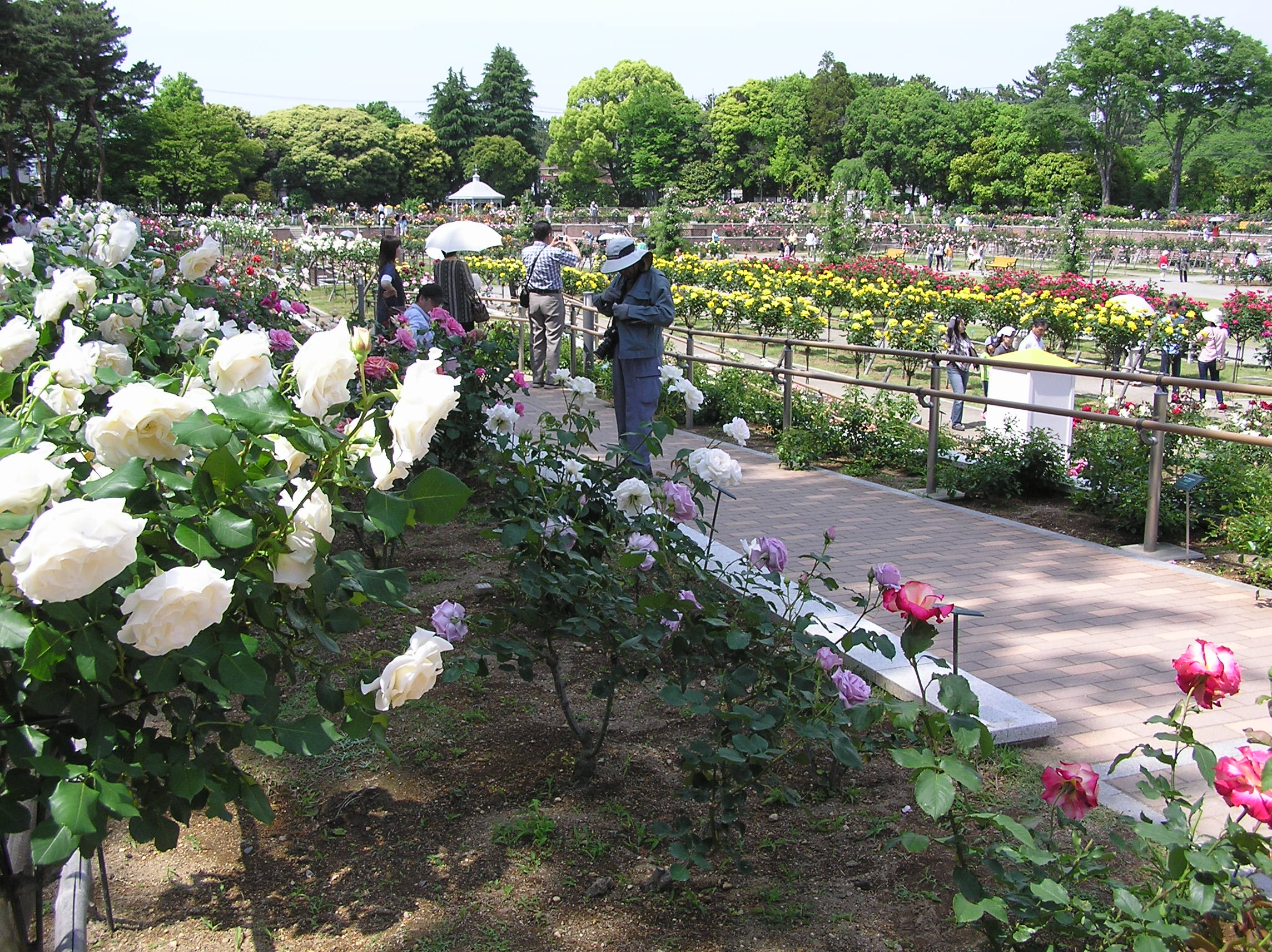
ばら園